# James Troisi
James Troisi (Adelaide, 1988. július 3. –) ausztrál válogatott labdarúgó, jelenleg a Juventus játékosa.

## Pályafutása

### Klubcsapatban
Troisi Adelaideben született, görög anya és olasz apa gyermekeként. 2007. január 10-én írta alá az első profi szerződését a Newcastle United csapatával, így már fiatalon elhagyta Ausztráliát. A 2007-08-as Premier League szezonban nem kapott lehetőséget az első csapatban, csupán a kupában, például a Hartlepool United ellen játszott, így tárgyalásokba kezdett a holland Rodával. A tárgyalások végül nem vezettek eredményre, mert a Newcastle nevelési költséget is szeretett volna kérni a hollandoktól. Végül 2008. május 6-án bejelentették, hogy az idény végén elhagyja a csapatot.
2008 augusztusában három évre aláírt a török Gençlerbirliğihez. 2008. szeptember 14-én mutatkozott be a török élvonalban. 2009 júliusában négyéves szerződést írt alá a Kayserisporhoz.
2012. augusztus 22-én az Atalanta szerződtette. 2013. szeptember 24-én a Troisi kölcsönben az ausztrál ligában szereplő Melbourne Victory csapatához került. 2014. június 20-án a Juventus bejelentette, hogy kivásárolja szerződéséből Troisit, aki azonban nem tudott meghatározó tagjává válni a torinói csapatnak. 2014. augusztus 30-án a belga Zulte-Waregemhez írt alá. 2015. augusztus 31-én a szaúdi ál-Ittihád játékosa lett, majd 2016 augusztusában visszatért a Melbourne Victoryhoz.

### A válogatottban
2008. március 22-én mutatkozott be az ausztrál válogatottban. Részt vett a 2014-es labdarúgó-világbajnokságon és a 2015-ös Ázsia-kupán, amelynek döntőjében győztes gólt szerzett Dél-Korea ellen.

## Statisztika

### Góljai a válogatottban
|    | Időpont         | Helyszín                            | Ellenfél  | Gólok | Eredmény | Kiírás     |
| -- | --------------- | ----------------------------------- | --------- | ----- | -------- | ---------- |
| 1. | 2011. június 5. | Adelaide Oval, Adelaide, Ausztrália | Új-Zéland | 3–0   | 3–0      | barátságos |